# Holé Vrchy
Holé Vrchy (nářečně Holý Vrcha) jsou vesnice, jež je místní částí, katastrálním územím a základní sídelní jednotkou středočeského města Dobrovice. Rozkládají se asi jeden kilometr jižně od říčky Klenice u Přírodního parku Chlum, a jejich katastrální území má rozlohu 122,11 hektarů. Mají 61 domů a asi 150 obyvatel. Sídlo leží na severním svahu Chloumeckého hřbetu, poblíž vrcholu U doubku. Nadmořská výška daného katastrálního území se pohybuje v rozmezí 240–352 metrů.

## Historie

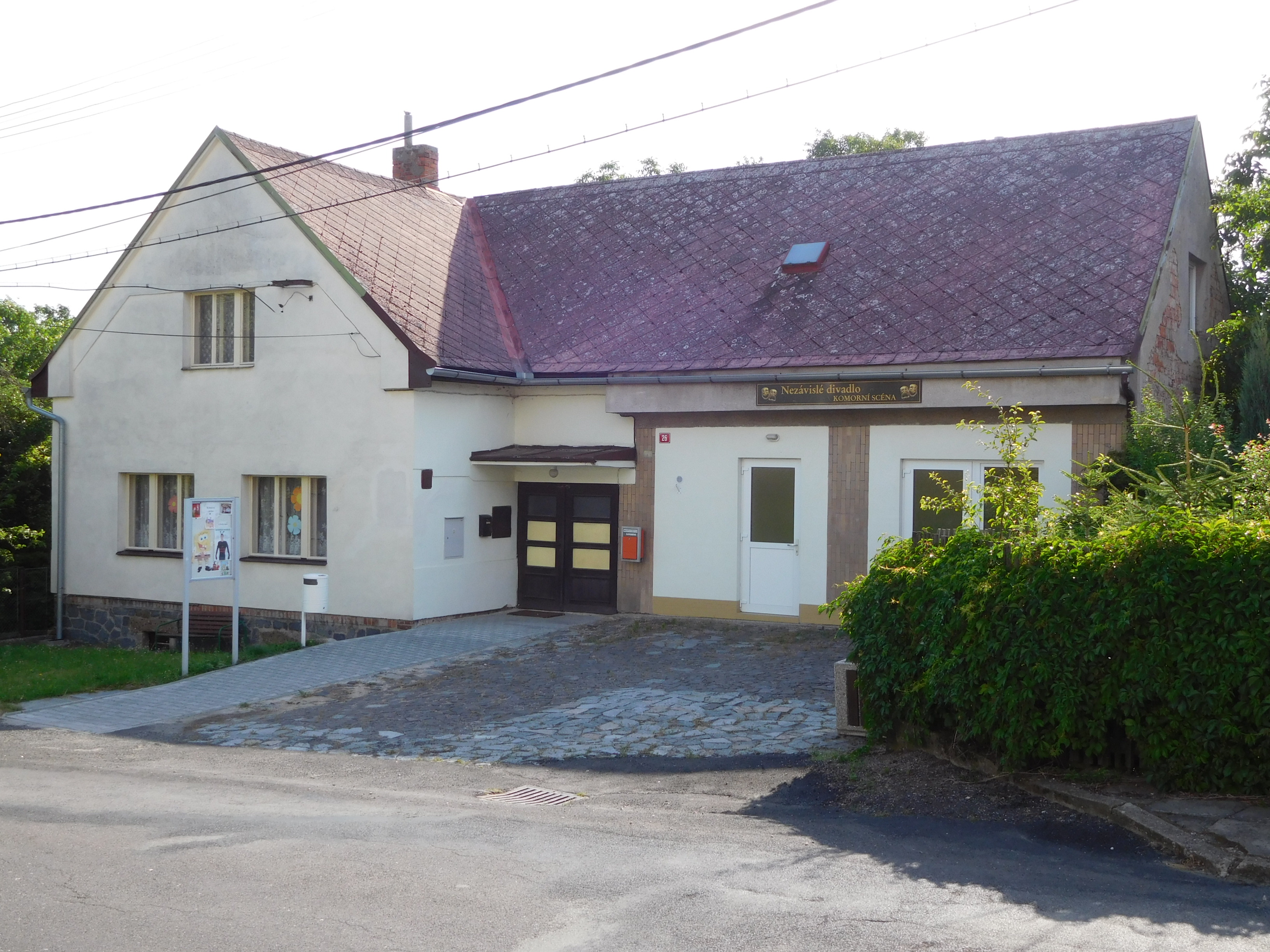
Obecní budova a přilehlé prostory divadla

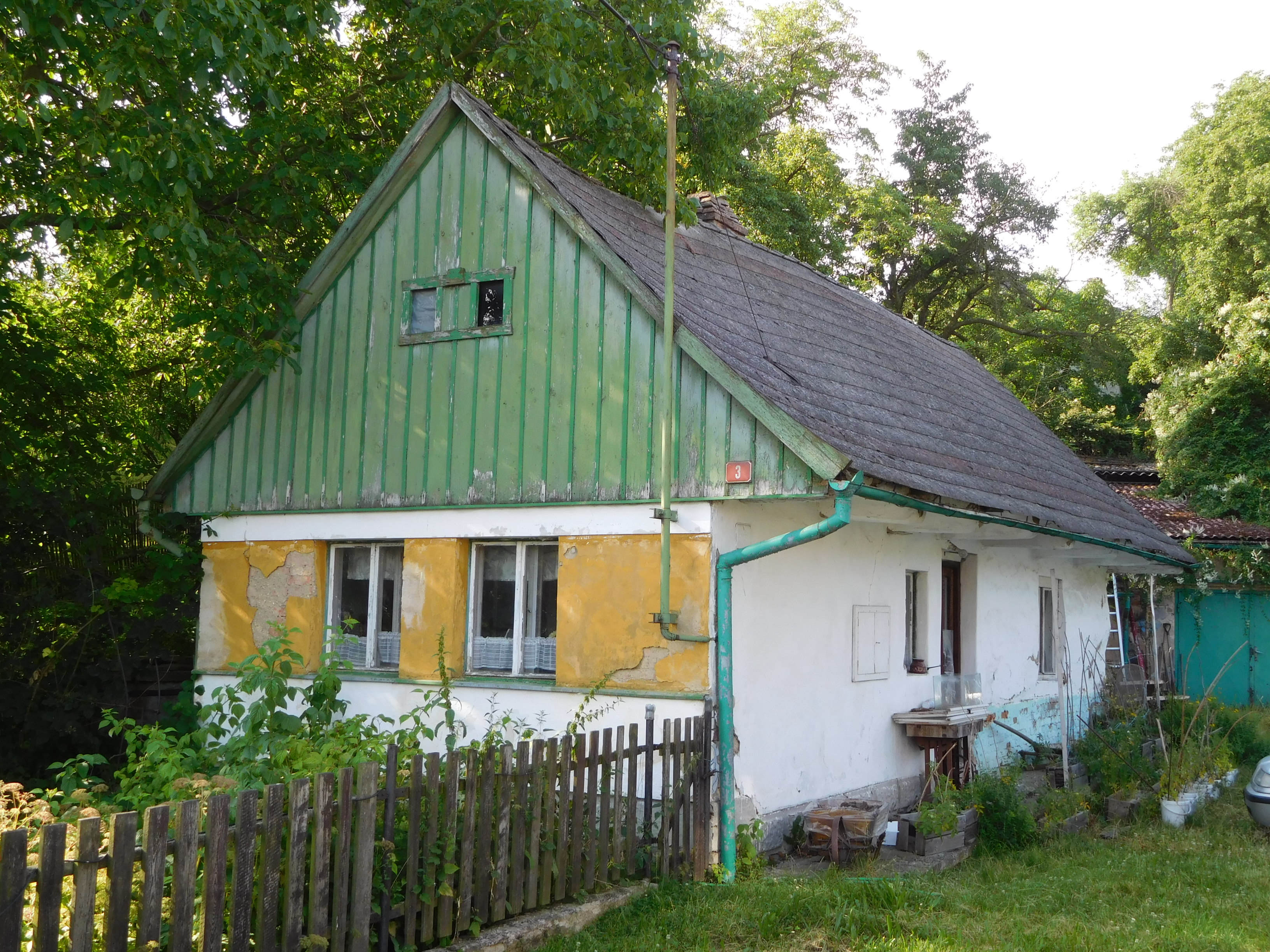
Dům čp. 2

Mladoboleslavské panství po smrti Adama Krajíře z Krajku získal roku 1588 Jiří Popel z Lobkovic, katolík a zapřisáhlý nepřítel jednoty. Ten však záhy směnil získaný majetek se svým příbuzným Bohuslavem Hasištejnským z Lobkovic z Chomutova. S Bohuslavem Hasištejnským přišla do Mladé Boleslavi početná kolonie německého obyvatelstva luteránského vyznání, ale soužití obyvatel města vázlo na neshodách mezi všemi církvemi. Proto Boleslavští uvítali možnost, která se naskytla díky špatnému hospodaření Bohuslava Hasištejnského. Měl obrovské dluhy a tak městu byla nabídnuta možnost vykoupit se z poddanství. V roce 1595 došlo k uzavření smlouvy o „skoupení“ města a v roce 1599 prodává[kdo?] ves Holé Vrchy stejně horlivému zastánci stavovské revolty Mikuláši Gerštorfovi z Gerštorfu, který vlastnil panství Týnecké a půdu okolo Sobotky.
V období třicetileté války po poražení stavovské revolty byl majetek Mikuláše z Gerštorfu konfiskován. Panství získal Hynek z Valdštejna, který se po smrti svého otce, Jindřicha z Valdštejna a staršího bratra Viléma Voka z Valdštejna, stal roku 1612 majitelem dobrovického panství a připojil okolo roku 1621 ves Holé Vrchy k Dobrovickému panství. Hynek z Valdštejna je donucen k emigraci do Saska. Panství je roku 1623 konfiskováno a prodáno Adamu z Valdštejna, strýci Albrechta z Valdštejna. Roku 1643 postoupila švédská vojska až k Mladé Boleslavi a Chlumu. Usadili se v Mnichově Hradišti, které krom zámku do základu vypálili. Spolu s Bakovem nad Jizerou zachvátil požár i okolní vesnice, a to zasáhlo i Holé Vrchy, které byly vypleněny a spáleny.
V letech 1621 až 1734 patřilo panství dobrovické se zámkem v Dobrovici, na Loučeni, ve Vinařicích a později i ve Mcelých, potomkům Valdštejnů, tedy i ves Holé Vrchy.
Okolo roku 1690 byla opět obec pomalu osidlována. Za vlády Arnošta Josefa z Valdštejna, tehdejšího majitele panství Dobrovice, čítala obec 6 domů. V roce 1695 se rozšířila o další 2 stavení. Podle Tereziánského katastru z roku 1713 žilo na Holých Vrších 38 obyvatel v 7 staveních.
Sňatkem mezi posledním potomkem Valdštejnů, Marií Annou z Valdštejna, a Josefem Vilémem z Fürstenberku, přešlo panství do vlastnictví Fürstenberků. V roce 1809 zdědila po Karlu Aloisovi, knížeti z Fürstenberka a jeho ženy Marii Josefě ze Šternberka, panství Jindřiška z Fürstenberka, provdaná za Karla Anselma Thurn-Taxise, kteří rozlehlé panství přenechali synovi Maxmiliánu Josefu Thurn-Taxisovi.

### Thurn-Taxisové
Rod Thurn-Taxisů se zde usadil na dlouhých 136. let. Poslední Taxisové uprchli v roce 1945 do Rakouska. Rozkvět obce probíhal i za nových pánů. V roce 1843 žilo v obci 143 obyvatel ve 23 staveních. Následně o 2 roky později byla místními vystavěna v obci kaplička se zvoničkou a třemi výklenky s obrazy. Na straně jižní obraz sv. Floriána, na straně západní sv. Jan Nepomucký a na severní obraz Panny Marie. Uvnitř je namalován obraz sv. Anny. Roku 1890 bylo v obci 25 popisných čísel. Josef Bahník odkoupil od Václava Vlasáka z Týnce cihelnu.
Od roku 1850, kdy vznikly obce jako samosprávné celky, spadaly Holé Vrchy pod obec Týnec.
Jan Kubín vysazuje roku 1908 u kapičky tři lípy, dnes památné. 
V roce 1911 byl založen Spolek severočeských domkářů a malorolníků pro Holé Vrchy a okolí, v němž byla sdružena většina občanů. Po roce 1918 spolek působil jako odbor Republikánská strana zemědělského a malorolnického lidu.
Obecní knihovna byla založena v roce 1913 Josefem Svárovským v jeho domě a čítala 42 svazků knih.
Dne 29. července 1914 začala první světová válka. Už v říjnu padl v Polsku Václav Beneš. Na jaře, v březnu 1915 František Kubín a 5. května zemřel ve Vídni v nemocnici Václav Havelka. 2. července 1917 padl u Zborova ruský legionář Josef Smutný. V červnu 1918 padl na Piavě na italské frontě Jan Veselý.
Dne 2. dubna 1919 bylo vysazeno sedm lip uprostřed obce, jako symbol osvobození národa od Rakousko-Uherska.
Do obce byla v roce 1926 zavedena elektřina a ve stejném roce vzniká Dobročinná obec Baráčníků Holé Vrchy. V obci byl zahájen provoz pekárny (1933–1945).V té době (1934) čítala obec Holé Vrchy 37 domů a jednu ubikaci ve vagónu. Občané vysadili nad obcí roku 1935 Masarykovu lípu s pomníkem. Požární sbor s 62 členy byl založen v roce 1937.
Dne 9. listopadu 1949 byla podepsána rozluka obce Týnec – Holé Vrchy a obec získala samostatnost. V tomto roce byla zahájena výstavba požární nádrže, která byla dokončena v roce 1951. O dva roky později začala stavba obecního úřadu a přilehlé hasičské zbrojnice (1953). V stejném roce bylo v obci založeno JZD, které se po dvou letech rozpadlo. Roku 1963 byla vystavěna porodna prasnic v horní části obce. V tomto roce byl založen TJ Sokol Holé Vrchy.
Roku 1970 byla postavena nová autobusová čekárna ve středu obce. Poté byla zahájena stavba místní prodejny (1973) a vodovodu z Dobrovice (1975). 
V roce 1974 byla obec sloučena pod město Dobrovice a stala se tak městskou částí.

## Obecní správa
Při volbách do obecního zastupitelstva obce roku 1910 byl zvolen starostou (poprvé zástupce Holých Vrchů), obce Týnec – Holé Vrchy, Antonín Kubín. Jehož zásluhou v tomto roce započala stavba silnice a pokračovala až do začátku války.
Vesnice má vlastní osadní výbor, jehož předsedou je Patrik Šimůnek za ODS, jehož předchůdcem byl v letech 2010–2014 a 2014–2018 Ladislav Charvát za ANO 2011. Jeho předchůdkyní v letech 2006–2010 byla Miluše Hašková za ČSSD. Do roku 2006 byl předsedou Osadního výboru Josef Svárovský, který nahradil Josefa Kubína za ČSSD + SZ.

### 420 let obce
Roku 2019 si obec Holé Vrchy připomněla, celoročními oslavami, výročí vzniku obce. A to první písemnou zmínkou z roku 1599. První velkou oslavou bylo 12. ledna 2019 Mistrovství České republiky v cyklokrosu (naposledy konané v roce 1999) kterého se zúčastnil trojnásobný mistr světa Zdeněk Štybar. Závod a účast Z. Štybara bylo vzdání pocty českému nestoru cyklistiky a státnímu masérovi Ladislavu Kubínovi, který v tomto roce oslavil 85. narozeniny. Další větší kulturní akcí bylo v únoru vystoupení Michaela Dolinová a Sandra Pogodová s hudební komedií "Už zase miluju." V průběhu roku nechybělo ani pořádání tradiční Anenské pouti, která připadá na 27. července.

## Společnost

### Anenská pouť
Dne 26. července se ve vsi konají velké závody, odpoledne divadelní představení a večer taneční zábava. Oslavy se pořádají na místním hřišti nebo v prostorách restaurace Sparing. Tuto tradici organizovalo Divadýlko na kopečku, poté MS ČČK a do roku 2013 měla pod patronací NDS Bouda, která zde sehrála v roce:
- 2009 Manon Lescaut
- 2010 Sluha dvou pánů
- 2011 Plukovník
- 2012 Pohádky z mechu a kapradí
- 2013 Námluvy s medvědem

### Spolky
V obci vznikaly a zanikaly organizace jako například Sbor dobrovolných hasiči či baráčníci. Dnes tu je pouze TJ Sokol Holé Vrchy, kterou dlouhá léta vedl a řídil Ladislav Kubín. V roce 2018 převzala štafetu jeho dcera Olga Šimůnková. MS ČČK (místní skupina Českého červeného kříže) zanikla okolo roku 2016 a Nezávislá divadelní společnost BOUDA, která vznikla v prosinci 2009, ukončila svou činnost v roce 2015. Nahradilo ji Nezávislé divadlo, jelikož se jedná o subjekt podnikající, je jeho majitel Patrik Šimůnek.

### Divadlo
Nepřesná zmínka o divadle v obci Holé Vrchy, která v současnosti je součástí města Dobrovice, je okolo roku 1929. V období protektorátu a během druhé světové války a především po válce se vyráběly kulisy formou dřevěných latí a pytlů, na které zdejší rodák Josef Kubín zvaný Kapelník, maloval domy a krajinky.
Rozkvět divadla začal až opět po dlouhé odmlce až v roce 1999, kdy obec Holé Vrchy slavila 400 let od založení obce. Jiří Rendvanský u této příležitosti uspořádal divadelní představení Honza a tři zakleté princezny. Představení se začala tradičně hrát každý rok a tak v březnu 2002 byl založen Ochotnický divadelní soubor obci Holé Vrchy Divadýlko na kopečku v čele s J. Rendvanským. Od roku 2006 zmítaly soubor nejrůznější neshody, kdy byl z postu předsedy spolku odvolán J. Rendvanský, kterého na čas nahradila Žaneta Hodúlová, a poté opět v roce 2009 znovu zvolen do čela spolku. Do funkce jednatele byl zvolen Patrik Šimůnek, který v létě 2009, po neshodách uvnitř souboru, ustanovil neoficiální soubor pod názvem Nezávislé divadlo pro Holé Vrchy. To vedlo k rozdělení členské základny a de facto k rozpadu souboru. V červenci 2009 bylo vyloučeno spolu s Patrikem Šimůnkem i dalších 5 členů. Tito členové pak v prosinci založili Nezávislou divadelní společnost BOUDA.

### Nezávislá divadelní společnost BOUDA
Dne 2. prosince 2009 založil Patrik Šimůnek za pomoci Josefa Vavříka nový divadelní spolek. Roku 2010 byly spolku přiděleny i prostory Divadýlka na kopečku, které muselo prostory bývalé hasičské zbrojnice opustit. Tyto prostory byly přeměněny na malé divadlo a v roce 2012 městem celkově zrekonstruovány. Dne 20. dubna 2013 byly slavnostně otevřeny. Divadlo ukončilo svou činnost okolo roku 2015. Mezi místními se vžil název Divadlo Bouda.

### Nezávislé divadlo
Dne 12. června 2013 založil Patrik Šimůnek vlastní divadelní společnost, do které postupně přešli všichni členové. Pravou rukou se mu stala Dana Stehlíková. Divadlo 1. ledna 2016 převzalo prostory po divadlu Bouda a stalo se jeho nástupcem. Tyto prostory proměnili v Komorní scénu a stalo se z nich nejmenší divadlo v České republice, kde se začaly pravidelně hrát pohádky pro děti, ale i pořady pro dospělé. Nezávislé divadlo také v roce 2016 a 2018 vystupovalo v zahraničí (Drážďany, Basilej, Karlsruhe, Curych, Regensburg). Jeho repertoár je široký, ale je cílený především na děti.